# Lijst van afleveringen van Fred: The Show
Dit is een lijst van afleveringen van de televisieserie Fred: The Show. Iedere aflevering bestaat uit twee segmenten van elk 11 minuten. 

## Overzicht
| Seizoen | Afleveringen | Uitgezonden      | Uitgezonden     |
| Seizoen | Afleveringen | Seizoenspremiere | Seizoensfinale  |
| ------- | ------------ | ---------------- | --------------- |
| 1       | 21           | 16 januari 2012  | nog niet bekend |

## Seizoen 1: 2012-heden
| Serie # | Titel                | Regie          | Script                         | Uitzenddatum     | Kijkcijfers |
| ------- | -------------------- | -------------- | ------------------------------ | ---------------- | ----------- |
| 1a      | Evil Fred, Part 1    |                |                                | 20 februari 2012 |             |
| 1b      | Evil Fred, Part 2    |                |                                | 20 februari 2012 |             |
| 2a      | Love Potion          | Jonathan Judge | Lanny Horn en Josh Silverstein | 16 januari 2012  | 3,7         |
| 2b      | Fred the Teen Sitter |                |                                | 24 februari 2012 |             |

## Noot
1. ↑  Monday, January 16, 2012 Cable Final Ratings[dode link]. Thevoiceoftv.com (16 januari 2012). Geraadpleegd op 8 februari 2012.